# Ikram Aliskerov
Ikram Sabirovich Aliskerov (en ruso: Икрам Сабирович Алискеров; 7 de diciembre de 1992) es un artista marcial mixto ruso que actualmente compite en la categoría de peso mediano de Ultimate Fighting Championship (UFC).
Aliskerov es un Campeón Mundial de Combat Sambo, que ha ganado cuatro campeonatos mundiales en dos organizaciones (FIAS & WCSF), y dos campeonatos europeos en dos organizaciones (ESF & ECSF).

## Primeros años
De origen étnico lezguino, Aliskerov nació el 7 de diciembre de 1992 en el pueblo de Kasumkent, en el distrito de Suleyman-Stalsky de Daguestán, Rusia. Comenzó a practicar deportes en quinto grado, cuando empezó a asistir a clases de sambo y judo. Durante años, Aliskerov se entrenó bajo la guía de entrenadores experimentados del gimnasio de Abdulmanap Nurmagomedov. A los 19 años, fue invitado a unirse al club “Champion” por el entrenador Esadull Emiragaev, donde también comenzó a entrenar en artes marciales mixtas.

## Carrera de artes marciales mixtas

### Brave Combat Federation
Aliskerov firmó un contrato con Brave Combat Federation en 2017. Estaba programado para hacer su debut en la promoción contra Will Fleury el 29 de abril de 2017, en BCF 6. Sin embargo, Fleury fue forzado a retirarse de la pelea y fue reemplazado por Rufat Asadov. Ganó la pelea por sumisión en el primer asalto.
Aliskerov enfrentó a Jeremy Smith el 17 de noviembre de 2017, en BCF 9. Ganó la pelea por KO en el primer asalto.
Aliskerov enfrentó a Chad Hanekom el 2 de marzo de 2018, en BCF 10. Ganó la pelea por decisión dividida.
Aliskerov estaba programado para enfrentar a Diego Gonzalez el 18 de agosto de 2018 en BCF 14, pero Gonzalez se retiró de la pelea y fue reemplazado por Joey Michael Berkenbosch. Ganó la pelea por TKO en el primer asalto.
Aliskerov enfrentó a Geraldo Coelho de Lima Neto el 28 de diciembre de 2018, en BCF 21, y ganó por TKO en el tercer asalto.
Aliskerov enfrentó al invicto Khamzat Chimaev el 19 de abril de 2019, en BCF 23. Perdió la pelea por KO en el primer asalto, su primera y única derrota hasta la fecha.
Aliskerov estaba programado para enfrentar a Mohammad Fakhreddine el 4 de octubre de 2019, en BCF 27. Sin embargo, la pelea fue cancelada por la pandemia de COVID-19. Sin embargo, Fakhreddine se retiró de la pelea y Aliskerov terminó enfrentando a Diego Gonzalez el 27 de diciembre de 2019, en BCF 33. Ganó la pelea por TKO en el tercer asalto.
Aliskerov enfrentó a Denis Tiuliulin el 17 de septiembre de 2020, en Brave CF 41. Ganó la pelea por sumisión en el tercer asalto.
Aliskerov enfrentó a Miro Jurković el 25 de marzo de 2021, en Brave CF 49. Ganó la pelea por sumisión en el segundo asalto.

### Eagle Fighting Championship
Aliskerov enfrentó a Nah-Shon Burrell el 11 de marzo de 2022, en Eagle FC 46. En el pesaje, Aliskerov pesó 186.2 libras, 0.2 libras sobre el límite de peso mediano. La pelea continuó en un peso pactado y fue multado con un porcentaje de su bolsa, que fue a Burrell. Ganó la pelea por decisión unánime.

### Dana White Contender Series
Aliskerov enfrentó a Mário Sousa el 13 de septiembre de 2022, en Dana White's Contender Series 54. Ganó la pelea por sumisión en el primer asalto, ganando un contrato de UFC en el proceso.

### Ultimate Fighting Championship
Aliskerov enfrentó a Phil Hawes el 6 de mayo de 2023, en UFC 288. Ganó la pelea por KO en el primer asalto.
Aliskerov estaba programado para enfrentar a Paulo Costa el 29 de julio de 2023, en UFC 291. Sin embargo, el 19 de julio se anunció que la promoción optó por cancelar la pelea para que Alikskerov enfrente a Nassourdine Imavov el 21 de octubre de 2023, en UFC 294.Sin embargo, Imavov se retiró de la pelea por problemas de visa y fue reemplazado por Warlley Alves. Aliskerov ganó la pelea por TKO en el primer asalto. Esta victoria lo hizo merecedor de su primer premio de Actuación de la Noche.
Aliskerov estaba programado para enfrentar a Anthony Hernandez el 17 de febrero de 2024, en UFC 298.  Sin embargo, Aliskerov se retiró debido a compilaciones relacionadas con enfermedades y fue reemplazado por Roman Kopylov. 
Aliskerov estaba programado para enfrentar a Andre Muniz el 15 de junio de 2024, en UFC on ESPN 58. Sin embargo, la pelea se canceló luego de que Muniz sufriera una fractura de pie. Aliskerov estaba programado para enfrentar al debutante Antonio Trócoli. Sin embargo, Aliskerov fue trasladado para encabezar UFC on ABC 6 y enfrentó a Robert Whittaker el 22 de junio de 2024, luego de que Khamzat Chimaev se retirara del evento por razones médicas. Aliskerov perdió la pelea por KO en el primer asalto.

## Campeonatos y logros

### Artes marciales mixtas
- Ultimate Fighting Championship
  - Actuación de la Noche (Una vez)  vs. Warlley Alves[35]

### Combat Sambo
- Fédération Internationale de Sambo
  -  Campeonato Mundial - Sofia, Bulgaria (2016) en 90 kg[43][44]
  -  Campeonato de la Copa Mundial - Moscú, Rusia (2014) en 82 kg[45]
  -  Campeonato de la Copa Mundial - Moscú, Rusia (2015) en 90 kg[46]
- World Combat Sambo Federation
  -  Campeonato Mundial - Moscú, Rusia (2012) en 82 kg[47]
- European Sambo Federation
  -  Campeonato Europeo - Minsk, Bielorrusia (2017) en 82 kg[48][49]
- European Combat Sambo Federation
  -  Campeonato Europeo - Chișinău, Moldavia (2012) en 82 kg[50]
- All-Russian Sambo Federation
  -  Copa de Rusia en Combat Sambo - Moscú, Rusia (2013) en 82 kg[51][52]
  -  Campeonato Ruso de Combat Sambo - Nizhny Novgorod, Rusia (2017) en 82 kg[53][54]

## Récord en artes marciales mixtas
| Récord profesional | Récord profesional | Récord profesional |
| 18 peleas          | 16 victorias       | 2 derrotas         |
| ------------------ | ------------------ | ------------------ |
| Nocaut             | 7                  | 2                  |
| Sumisión           | 5                  | 0                  |
| Decisión           | 4                  | 0                  |

| Resultado | Récord | Oponente                    | Método                           | Evento                                         | Fecha                    | Ronda | Tiempo | Localización         | Notas                                                        |
| --------- | ------ | --------------------------- | -------------------------------- | ---------------------------------------------- | ------------------------ | ----- | ------ | -------------------- | ------------------------------------------------------------ |
| Victoria  | 16–2   | André Muniz                 | TKO (golpes)                     | UFC on ESPN: Machado Garry vs. Prates          | 26 de abril de 2025      | 1     | 4:54   | Kansas City, Misuri  |                                                              |
| Derrota   | 15–2   | Robert Whittaker            | KO (golpes)                      | UFC on ABC: Whittaker vs. Aliskerov            | 22 de junio de 2024      | 1     | 1:49   | Riad                 |                                                              |
| Victoria  | 15–1   | Warlley Alves               | TKO (rodillazo volador y golpes) | UFC 294                                        | 23 de octubre de 2023    | 1     | 3:56   | Abu Dabi             | Actuación de la Noche.                                       |
| Victoria  | 14–1   | Phil Hawes                  | KO (golpes)                      | UFC 288                                        | 6 de mayo de 2023        | 1     | 2:10   | Newark, Nueva Jersey |                                                              |
| Victoria  | 13–1   | Mário Sousa                 | Sumisión (kimura)                | Dana White's Contender Series 54               | 13 de septiembre de 2022 | 1     | 2:09   | Las Vegas, Nevada    |                                                              |
| Victoria  | 12–1   | Nah-Shon Burrell            | Decisión (unánime)               | Eagle FC 46                                    | 11 de marzo de 2022      | 3     | 5:00   | Miami, Florida       | Pelea en peso pactado (186.2 lbs); Aliskerov no dio el peso. |
| Victoria  | 11–1   | Miro Jurković               | Sumisión (kimura)                | Brave CF 49                                    | 25 de marzo de 2021      | 2     | 1:11   | Riffa                |                                                              |
| Victoria  | 10–1   | Denis Tiuliulin             | Sumisión (kimura)                | Brave CF 41                                    | 17 de septiembre de 2020 | 3     | 1:48   | Riffa                |                                                              |
| Victoria  | 9–1    | Diego Gonzalez              | TKO (golpes)                     | Brave CF 33                                    | 17 de diciembre de 2019  | 3     | 2:04   | Yeda                 |                                                              |
| Derrota   | 8–1    | Khamzat Chimaev             | KO (puñetazo)                    | Brave CF 23                                    | 19 de abril de 2019      | 1     | 2:26   | Amán                 | Pelea en peso pactado (180 lbs).                             |
| Victoria  | 8–0    | Geraldo Coelho de Lima Neto | TKO (golpes)                     | Brave CF 21                                    | 28 de diciembre de 2018  | 3     | 0:00   | Yeda                 | Pelea en peso pactado (174 lbs).                             |
| Victoria  | 7–0    | Joey Michael Berkenbosch    | TKO (golpes)                     | Brave CF 14                                    | 18 de agosto de 2018     | 1     | 2:15   | Tánger               | Pelea en peso pactado (189.4 lbs); Aliskerov no dio el peso. |
| Victoria  | 6–0    | Chad Hanekom                | Decisión (dividida)              | Brave CF 10                                    | 2 de marzo de 2018       | 3     | 5:00   | Amán                 |                                                              |
| Victoria  | 5–0    | Jeremy Smith                | KO (golpes)                      | Brave CF 9                                     | 17 de noviembre de 2017  | 1     | 2:01   | Madinat 'Isa         |                                                              |
| Victoria  | 4–0    | Rufat Asadov                | Sumisión (guillotine choke)      | Brave CF 6                                     | 29 de abril de 2017      | 1     | 4:00   | Alma Ata             |                                                              |
| Victoria  | 3–0    | Dmitry Aryshev              | Decisión (unánime)               | EFN - Fight Nights Dagestan                    | 25 de septiembre de 2015 | 2     | 5:00   | Kaspisk              |                                                              |
| Victoria  | 2–0    | Vladimir Stukalov           | Sumisión (armbar)                | Tech-Krep FC - Prime Selection 4: Grandmasters | 24 de julio de 2015      | 1     | 3:24   | Krasnodar            |                                                              |
| Victoria  | 1–0    | Alimjon Shadmanov           | Decisión (unánime)               | Fight Star - European MMA Cup                  | 26 de abril de 2022      | 2     | 5:00   | Nizhni Nóvgorod      | Debut en peso mediano.                                       |